# Clare Grant
Clare Camille Johnson (Memphis, Tennessee, 23 de agosto de 1979),  conocida como Clare Grant, es una actriz, productora, cantante y socialité 
estadounidense.

## Carrera
Mientras estudiaba en la Universidad de Memphis Grant conoció al director Craig Brewer, quien le dio un papel en dos películas independientes y luego la eligió para su película El lamento de la serpiente negra, además de seleccionarla para un papel en su serie web para MTV $5 Cover.
Trabajó como modelo para Elite Model Management en Miami, Florida y, posteriormente, trabajó en las pasarelas de Europa. Más tarde, actuó en varias películas independientes en Memphis, y fue seleccionada para un papel pequeño pero fundamental en la película En la cuerda floja, después de lo cual se trasladó a Los Ángeles, California.
Desde entonces, sigue apareciendo en proyectos como la serie original de Showtime Masters of Horror: Valerie on the Stairs, CSI: Miami y Warren the Ape. Ha trabajado como actriz de voz en Robot Chicken y desempeñó el papel principal de Megan Graves en la película independiente The Graves, primer largometraje del escritor de cómics Brian Pulido. Clare también fue estrella de la serie de MTV / Craig Brewer $5 Cover, sobre las pruebas y tribulaciones de la actual escena musical de Memphis.
Grant y Rileah Vanderbilt crearon, produjeron y protagonizaron el cortometraje Saber, que ganó dos premios en la gala de los Star Wars Fan 2010: Mejor Acción y Premio del Público. Grant y Vanderbilt trabajaron con Michele Boyd y Sarley Milynn bajo el nombre de Team Unicorn, cuyos proyectos incluyen el video musical G33k & G4m3r Girls, parodia del video de California Gurls, canción de Katy Perry. El video se volvió viral y alcanzó un millón de visitas en su primera semana. Además, el grupo produjo otros videos musicales como "Unas vacaciones muy Zombie" y "superHarmony".

## Vida personal
Está casada con el actor y escritor Seth Green desde el 1 de mayo de 2010. La ceremonia, celebrada en el Rancho Skywalker, en California, fue oficiada por el director de cine Craig Brewer, gran amigo de Clare Grant.

## Filmografía

### Cine y televisión
- Changeland (2019)[1]
- Dance, Baby Dance! (2016)
- Castle (1 episodio; 2016)
- Hanky Panky (2016)
- Meat Cute (2016)
- Evil Nature (2016)
- Holidays (2016)
- Dinner at Tiffani's (2 episodios; 2015-2016)
- Mega Shark vs Kolossus (2015)
- Avengers Assemble (2015)
- Phantom Halo (2015)
- Team Unicorn Saturday Action Fun Hour (piloto para Adult Swim) (2014)
- Robot Chicken DC Comics Special II (2014)
- Video Games: The Movie (2014)
- The Return of Return of the Jedi: 30 Years and Counting (2013)
- Iron Man: Rise of Technovore (2013)
- Hulk y los Agentes de S.M.A.S.H. (3 episodios; 2013-2015)
- The Insomniac (2013)
- Dragonfyre (2013)
- Chiller 13: Great American Slashers (2013)
- Chiller 13: Most Horrifying Hook-ups (2013)
- Star Wars: The Clone Wars (tres episodios; 2012-2013)
- Robot Chicken DC Comics Special (2012)
- G4's Top 100 Video Games Of All Time (2012)
- Joshua Tree, 1951: A Portrait of James Dean (2012)
- No Rest for the Wicked: A Basil & Moebius Adventure (2011)
- Light Masters (2011)
- Jem Girls (and Boys!) Remember (2011)
- MAD (2011-2013)
- CSI: Miami (episodio "Wheels Up") (2011)
- Robot Chicken (episodio "Half Assed Christmas Special") (2010)
- Warren the Ape (2010)
- Daylight Fades (2010)
- Here and Now (serie web; 2010)
- The Grave (2009)
- $5 Cover (2009)
- Saber (2009)
- Robot Chicken (2008-2015) (actriz de voz)
- Terrorvision: Follower (2008)
- House of Fur (2007)
- Send in the Clown (2006)
- Black Snake Moan, (2006)
- Happenstance (2006)
- Masters of Horror: Valerie in the Stairs (2006)
- Walk the Line (2005)
- The Smallest Oceans (2005)
- Resolutions of the Complacent Man (cortometraje; 2005)